# أنيليمة ظلية
أنيليمة ظلية (الاسم العلمي: Aneilema umbrosum) هي نوع من النباتات تتبع جنس الأنيليمة من الفصيلة الوعلانية.